# 加斯克
加斯克（法語：Gasques，法語發音：[ɡask]）是法国奥克西塔尼大区塔恩-加龙省的一个市镇，属于卡斯泰尔萨拉桑区。

## 地理
加斯克（44°9'15"N, 0°55'6"E）面积13.43 平方千米，位于法国奧克西塔尼大區塔恩-加龙省，该省份为法国西南部内陆省份，北起顺时针与洛特省、阿韦龙省、塔恩省、上加龙省、热尔省和洛特-加龙省接壤。
与加斯克接壤的市镇（或旧市镇、城区）包括：克莱蒙苏比朗、格赖萨、卡斯泰尔萨格拉、古杜维尔、佩尔维尔、圣克莱尔、瓦朗斯。

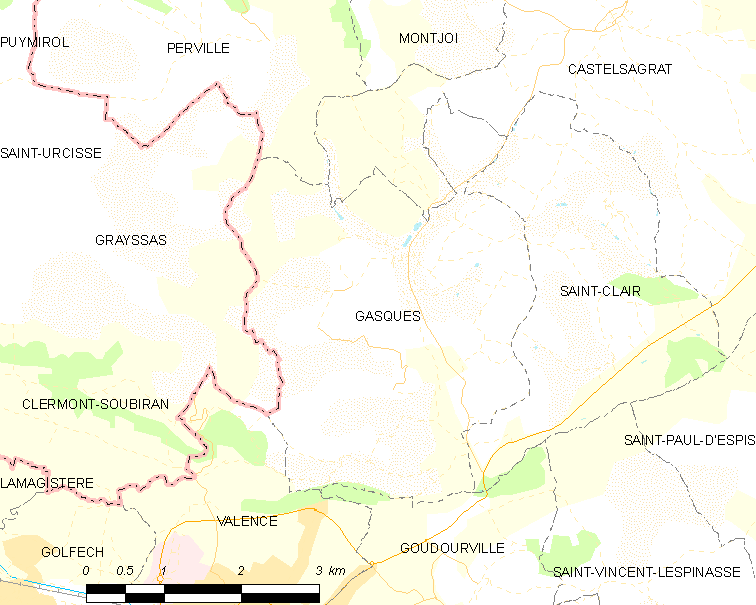
加斯克的OSM定位图

加斯克的时区为UTC+01:00、UTC+02:00（夏令时）。

## 行政
加斯克的邮政编码为82400，INSEE市镇编码为82065。

## 政治
加斯克所属的省级选区为瓦朗斯县。

## 人口

1962-2008年间加斯克人口变化图示

加斯克于2022年1月1日时的人口数量为406人。